# КАМАЗ-Инжиниринг
«КАМАЗ-Инжиниринг» — расположенное в Казахстане совместное российско-казахстанское предприятие по сборке КАМАЗ.
За 15 лет работы — с 2005 по 2020 год — на предприятии выпущено более 12,5 тыс. грузовиков.

## История
Автосборочное производство было образовано летом 2005 года в городе Кокшетау на базе не используемых мощностей АО «Тыныс» (корпус № 30).
В рамках консорциума организовано сборочное производство автотехники (автобусы, самосвалы) с дальнейшей локализацией.
В уставном капитале СП «КамАЗ-Инжиниринг» доля казахских партнёров составляет 24 %, доля «КАМАЗ» составляет 76 %, в том числе 51 % у ОАО «КАМАЗ» и 25 % у 100%-й дочерней компании ОАО «КАМАЗ» — ООО «Финансово-лизинговая компания „КАМАЗ“».
5 августа 2005 года были собраны первый самосвал и автобус, 10 августа запущен сборочный конвейер и к концу 2005 года собрано 100 грузовиков КАМАЗ-55111 и 30 автобусов НЕФАЗ-5299.
Через год — в августе 2006 года сошёл юбилейный тысячный КАМАЗ, в июне предприятие вышло на проектную мощность 125 единиц техники в месяц.
По итогам 2006 года было выпущено 1621 единица техники. В 2007 году было выпущено уже около 2500 единиц техники, кризис 2008 года отразился на предприятии, привёл к резкому спаду производства и затовариванию продукцией в 2008—2009 годах, но уже в 2010 году производство автомобилей выросло на 250 % по сравнению с 2009 годом, был выпущен юбилейный, 5000-й, автомобиль, в 2011 году выпущено 900 автомобилей., на докризисный уровень предприятие вышло только в 2014 году, когда было собрано 1250 единиц техники.
Всего за 10 лет работы к 2015 году было собрано 9940 единиц, в начале 2015 года был собран 10-тысячный экземпляр, к концу 2020 года выпущено всего более 12,5 тыс. грузовиков.
В 2020 году начато производство грузовиков четвёртого поколения — выпущены первые 15 машин КамАЗ-5490, осенью 2021 года выпущены первые пять магистральных тягачей КАМАЗ-54901.
В 2021 году выпущено более 1100 грузовиков, за первое полугодие 2022 года выпущено 626 грузовых автомобилей.